# Klokotič
Klokotič (rum. Clocotici), je naselje u općini Lupaku u Karaš-severinskoj županiji, u Rumunjskoj, naseljeno Hrvatima.

## Povijest
Selo je naseljeno uglavnom Hrvatima, prvi puta se spominje 1690. Mnogo ljudi se iseljava u Hrvatsku i Zapadnu Europu. U selu se nalazi crkva koja je jedna od najvećih u županiji. 
Glavna kulturna manifestacija je smotra folklora koju organiziraju tamošnji Hrvati.

## Stanovništvo
Prema popisu stanovništva Klokotič je imao 1.036 stanovnika.
| - 1900. godine ukupno, 1.192 stanovnika. - Krašovani 1146 - Rumunji 19 - Nijemci15 - ostali 12 | - rimokatolici 1164 - pravoslavci 22 - ostali 3 |

| - 1992. ukupno stanovnika 1.013. - Hrvati 827 - Krašovani 111 - Romi 65 - ostali 10 | - rimokatolici 998 - pravoslavci 13 - ostali. |

## Vanjske poveznice
- MVPEI.hr  Arhivirana inačica izvorne stranice od 11. ožujka 2009. (Wayback Machine) Hrvatska nacionalna manjina u Rumunjskoj]
- Satelitska snimka Klokotiča
- Klokotič kroz povijest